# Jens Thomas (Pianist)

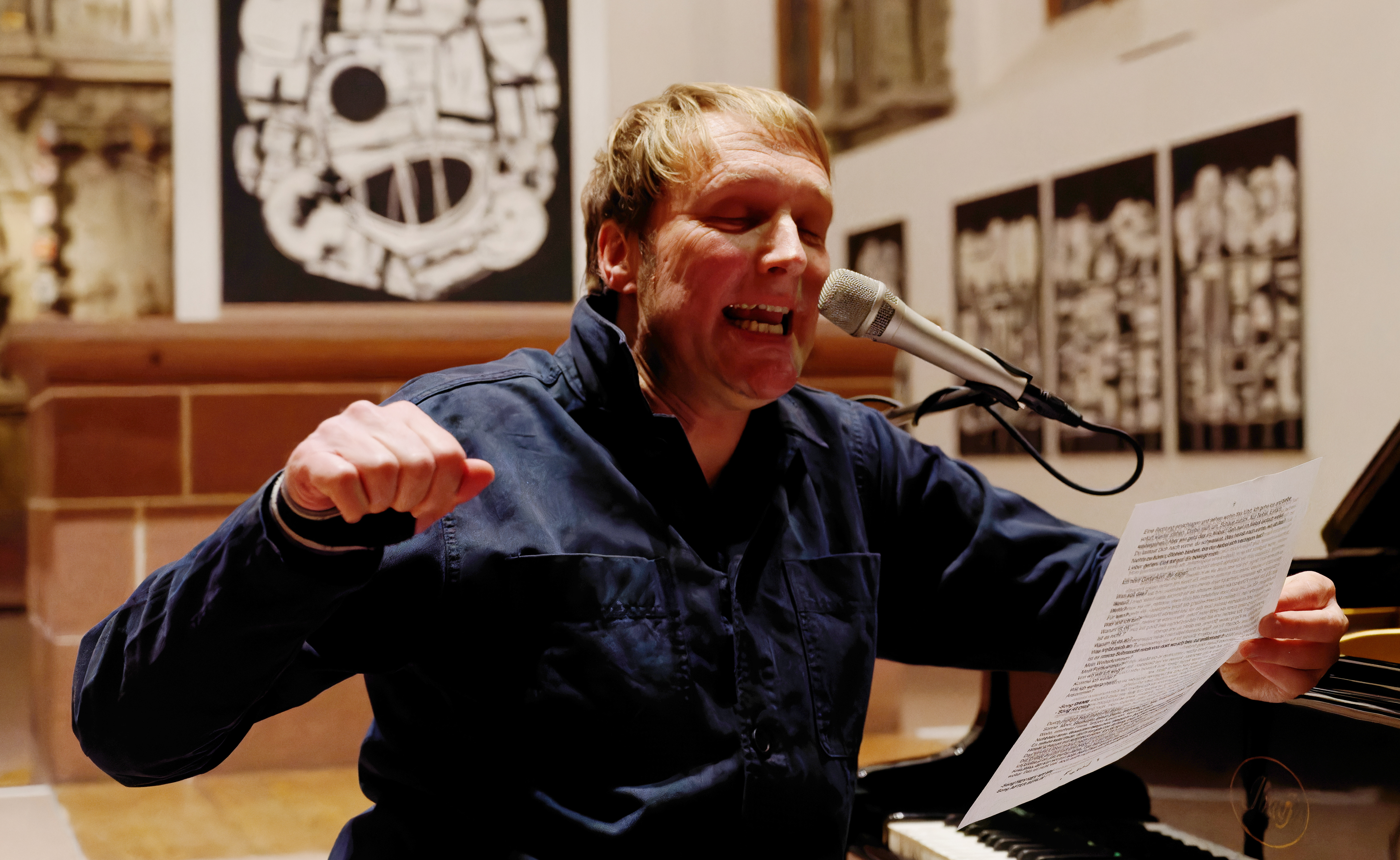
Jens Thomas in der Stadtkirche Darmstadt 24.02.2023

Jens Thomas (* 1970 in Braunschweig) ist ein deutscher (Jazz-)Pianist, Stimmperformer und Komponist.

## Leben und Wirken
Thomas ist in Hannover aufgewachsen und studierte Klavier bei Dieter Glawischnig an der Musikhochschule Hamburg. Er war zunächst ausschließlich als Pianist tätig und brachte mit seiner ersten Band Triocolor (Jens Thomas: Klavier; Stefan Weeke: Kontrabass; Björn Lücker: Schlagzeug, 1993 bis 2001) die beiden Alben Up to ow (1994) und KlängeMachenGehen (1997) heraus. Die Gruppe gewann 1994 den Europ`Jazz Contest Belgium. Ab 1994 folgte eine umfangreiche Konzerttätigkeit sowohl als Solist als auch mit der Gruppe Triocolor – zunächst nur in Deutschland und ab 1996 dann zahlreiche Tourneen für das Goethe-Institut im Ausland. 1997 veröffentlichte Thomas seine Solopiano CD Endlich allein. Von 1999 bis 2009 trat er auch im Duo mit dem Saxophonisten Christof Lauer auf. Es entstanden die beiden Alben Shadows in the Rain (2001) und Pure Joy (2003). Von 2000 bis 2003 arbeitete Thomas im Morricone-Trio mit Paolo Fresu (Trompete) und Antonello Salis (Akkordeon). Dabei entstand das Album „You Can’t Keep a Good Cowboy Down“- Jens Thomas Plays Ennio Morricone. Einladungen zu den Jazz-Festivals in Montreux, Paris, Berlin, Helsinki, Frankfurt und Münchner Klaviersommer folgten. Das 2016 erschienene Album Memory Boy entstand in einer künstlerischen Korrespondenz mit Matthias Brandts Erzählungen, die unter dem Titel Raumpatrouille zeitgleich veröffentlicht wurden.

### Bühnenmusik und Stimmperformer
Für die Othello-Inszenierung von Luk Perceval an den Münchner Kammerspielen 2003 arbeitete Thomas erstmals mit seiner eigenen Stimme. Seitdem tritt er neben seiner Tätigkeit als improvisierender Pianist auch als Stimmperformer in Erscheinung. 2005–2007 war er Artist in Residence am Schauspielhaus Bochum, wo er unter dem Titel PianoVoices mit zahlreichen Gästen aus unterschiedlichsten Genres Konzerte und Performances improvisierte. In dieser Zeit entstand sein CD-Projekt „Goethe! Gesang der Geister“. Mit der Tänzerin und Choreographin Henrietta Horn gestaltete Jens Thomas 2007 den Tanzabend Solo II/Now! und das Projekt Freigang, mit den Tänzern des FTS (Folkwang Tanzstudio), wobei der Schwerpunkt auf der freien Improvisation von Musik und Tanz lag. 2008 folgte die Solo-Performance Hallo Bochum am Schauspielhaus Bochum. Nach weiteren Theaterarbeiten entstand 2012 das Album Speed of Grace, in dem er den Hardrock von AC/DC in kammermusikalische Balladen verwandelte.

### Wortmusik-Programme
Seit 2013 arbeitet Thomas mit dem Schauspieler Matthias Brandt zusammen. Gemeinsam entwickelten sie die Programme „Psycho“ und „Angst“ als Collagen aus Lesung, Konzert und Theater. 2017 folgte das Programm „LIFE – Raumpatrouille und Memory Boy“, bei dem Thomas die Kindheitserinnerungen von Brandt mit eigenen Songs kontrastiert, die auch auf seinem Album Memory Boy zusammengefasst sind. Irmgard Keuns Das kunstseidene Mädchen wurde 2015 von Thomas und Fritzi Haberlandt für die Bühne adaptiert.

## Lehrtätigkeit
Zwischen 1999 und 2004 unterrichtete er an der Hochschule für Musik und Theater Hannover und an der  Hochschule für Musik Hanns Eisler Berlin Jazz-Klavier.
Seit 2009 ist Thomas auch als Stimm-Coach tätig.

## Preise und Auszeichnungen
Thomas wurde u. a. mit dem SWR-Jazzpreis (2000), dem Internationalen Jazzpreis Nürnberg und dem Kunstförderpreis Niedersachsen ausgezeichnet.

## Diskografie (Auswahl)
- Neil Young Collage (2023)[22]
- Memory Boy (2016)
- Speed of Grace (A Tribute to AC/DC) (2012, mit Verneri Pohjola)
- Goethe! Gesang der Geister (2007)
- Lunarplexus (mit Saam Schlamminger) (2005)
- Pure Joy (mit Christof Lauer) (2003)
- Shadows in the Rain (mit Christof Lauer) (2001)
- Triocolor: Colours of Ghana (2001)
- „You Can´t Keep a Good Cowboy Down“. Jens Thomas plays Ennio Morricone (2000)

## Theatermusik
- Othello, Münchner Kammerspiele, übernommen vom Thalia Theater Hamburg, Regie Luk Perceval, 2003–2009 (Festivals St. Petersburg, Prag, Moskau, Stratford upon Avon, Salzburg, Seoul, Vilnius, Kopenhagen)[23]
- Clavigo, Bayerisches Staatsschauspiel, übernommen vom Schauspielhaus Bochum, Regie Elmar Goerden, 2004–2006
- Die Zeit und das Zimmer, Schauspielhaus Bochum, Regie Dieter Giesing, 2005
- Some Girls, Burgtheater Wien, Regie Dieter Giesing, 2006
- Medea, Nationaltheater Weimar, Regie Nora Schlocker, 2009
- Hamlet, Thalia Theater Hamburg, Regie Luk Perceval, 2010–2013[24]
- Platonov, Nationaltheater Gent, Regie Luk Perceval, 2013–2016

## Filmmusik und Hörspiel
- Kurzfilm Happy End, Regie Sebastian Strasser, Berlinale 2005
- Dokumentarfilm Tod auf dem Hochsitz, Regie Michael Heuer 2010 (NDR)[25]
- Dokumentarfilm Blitzeis-Das warten auf Katrin, Regie Michael Heuer 2014 (NDR)[26]
- Hörspiel Beneke 2, Regie Charlotte Drews-Bernstein, 2016 (Radio Bremen)[27]

## Solo-Bühnenprogramme
- Goethe! Gesang der Geister, 2007–2015
- Speed of Grace-A Tribute To AC/DC, 2012–2014[28]
- Rock over Stockhausen beim Festival „Nach Stockhausen“, 2014[29]
- Impro Pop, seit 2016[30]